# Pighammer
Pighammer je dlouho očekávaný sólový projekt Wayna Statica z kapely Static-X. Respektive Pighammer by měl být spíše název konkrétního alba. Projekt byl ohlášen Waynem v interview na rádiu RockLine 21. května 2007, ale práce měli začít až po skončení tour Static-X, tedy někdy v roce 2010. Nakonec se čekání trochu protáhlo a datum vydání - 4. října 2011 bylo ohlášeno až 4. srpna téhož roku na stránkách WayneStatic.com.

## Seznam skladeb
1. Pighammer
2. Around The Turn
3. Assassins Of Youth
4. Thunder Invader
5. Static Killer
6. She
7. Get It Together
8. Chrome Nation
9. Shifter
10. Slave
11. The Creatures Are Everywhere
12. Behind The Sky

## Další informace
Album by mělo vyjít pod vydavatelstvím Dirthouse Records.
Hlavním tématem alba je proměna, a pak také drogy.
Prvním singlem má být skladba s názvem Assassins Of Youth, což je slangový výraz pro drogy. Tento song prý začal psát Wayne před 12 lety v hotelovém pokoji v podroušeném stavu a dopsal ho až nyní, čímž song dostal nový význam a symbolizuje tak Waynovu proměnu.
Podle různých rozhovorů by měl, Pighammer měl obsahovat mix nejrůznějších Waynových vokálů od alb Cult of Static po melodické ze Shadow Zone, zároveň by deska měla být tvrdá, industriální, a nabídnout pohled na původní zvuk Static-X.
V dalším rozhovoru Wayne vysvětluje co vlastně "Pighammer" znamemá: "Koncept Pighammeru se skládá z bizarních představ. Je to o šíleném plastickém chirurgovi, který má úchylku na prasata a předělává sexy holky na prasata. Což je přesný opak toho co by měl plastický chirurg dělat. A jako nástroj má svoje kladivo vyrobené z prasačí nohy. Obrázky operace v obalu cd, jsou jen temnou grotestní vizualizací skutečného námětu alba a to je moje přeměna."

## Obsazení kapely
Celé album nahrál prý Wayne sám. Na tour ale bude mít samozřejmě novou kapelu. Podle dostupných informací nebude součástí žádný člen Static-X. Na basu by měl hrát nový muž: Brent Ashley. Dříve se spekulovalo, že by právě na basu měla hrát Waynova žena - Tera, ale to se nepotvrdilo. Spekuluje se, že za bubny zasedne Bevan Davies, který už zaskakoval i ve Static-X.